# Eskişehir
Eskişehir (có nghĩa là phố cổ) là một thành phố tự trị (büyük şehir) của Thổ Nhĩ Kỳ. Thành phố nằm hai bên bờ sông Porsuk, ở độ cao 792 mét trên mực nước biển, nhìn ra đồng bằng Phrygia màu mỡ. Các đồi gần đó có các suối nước nóng.
Thành phố nhằm cách thủ đô Ankara 233 km về phía tây, cựu đô Istanbul 330 km về phía đông nam và cách thành phố Kütahya 78 km về phía đông bắc.

## Tổng quan
Eskişehir là một thành phố cổ xưa, có nền văn hóa phát triển. Eskişehir có 2 trường đại học: Đại học Eskişehir Osmangazi ESOGU, và Anadolu Üniversitesi, đại học lớn nhất Thổ Nhĩ Kỳ với một số văn phòng chi nhánh tại châu Âu. Sân bay Eskişehir là sân bay quốc tế chính của thành phố.

## Khí hậu
| Dữ liệu khí hậu của Eskişehir               | Dữ liệu khí hậu của Eskişehir | Dữ liệu khí hậu của Eskişehir | Dữ liệu khí hậu của Eskişehir | Dữ liệu khí hậu của Eskişehir | Dữ liệu khí hậu của Eskişehir | Dữ liệu khí hậu của Eskişehir | Dữ liệu khí hậu của Eskişehir | Dữ liệu khí hậu của Eskişehir | Dữ liệu khí hậu của Eskişehir | Dữ liệu khí hậu của Eskişehir | Dữ liệu khí hậu của Eskişehir | Dữ liệu khí hậu của Eskişehir | Dữ liệu khí hậu của Eskişehir |
| Tháng                                       | 1                             | 2                             | 3                             | 4                             | 5                             | 6                             | 7                             | 8                             | 9                             | 10                            | 11                            | 12                            | Năm                           |
| ------------------------------------------- | ----------------------------- | ----------------------------- | ----------------------------- | ----------------------------- | ----------------------------- | ----------------------------- | ----------------------------- | ----------------------------- | ----------------------------- | ----------------------------- | ----------------------------- | ----------------------------- | ----------------------------- |
| Cao kỉ lục °C (°F)                          | 19.2 (66.6)                   | 22.3 (72.1)                   | 29.1 (84.4)                   | 31.2 (88.2)                   | 35.3 (95.5)                   | 36.6 (97.9)                   | 39.2 (102.6)                  | 38.7 (101.7)                  | 38.0 (100.4)                  | 34.4 (93.9)                   | 25.6 (78.1)                   | 21.1 (70.0)                   | 39.2 (102.6)                  |
| Trung bình ngày tối đa °C (°F)              | 4.3 (39.7)                    | 8.0 (46.4)                    | 13.1 (55.6)                   | 18.1 (64.6)                   | 22.9 (73.2)                   | 27.0 (80.6)                   | 30.2 (86.4)                   | 30.6 (87.1)                   | 26.4 (79.5)                   | 20.0 (68.0)                   | 13.0 (55.4)                   | 6.6 (43.9)                    | 18.4 (65.1)                   |
| Trung bình ngày °C (°F)                     | 0.8 (33.4)                    | 3.3 (37.9)                    | 7.3 (45.1)                    | 11.6 (52.9)                   | 16.4 (61.5)                   | 20.3 (68.5)                   | 23.0 (73.4)                   | 23.3 (73.9)                   | 19.2 (66.6)                   | 13.5 (56.3)                   | 7.5 (45.5)                    | 2.9 (37.2)                    | 12.4 (54.3)                   |
| Tối thiểu trung bình ngày °C (°F)           | −1.8 (28.8)                   | −0.3 (31.5)                   | 2.5 (36.5)                    | 5.9 (42.6)                    | 10.6 (51.1)                   | 14.4 (57.9)                   | 16.6 (61.9)                   | 17.0 (62.6)                   | 13.0 (55.4)                   | 8.4 (47.1)                    | 3.3 (37.9)                    | 0.0 (32.0)                    | 7.5 (45.5)                    |
| Thấp kỉ lục °C (°F)                         | −23.6 (−10.5)                 | −23.8 (−10.8)                 | −16.5 (2.3)                   | −7.2 (19.0)                   | −1.0 (30.2)                   | 0.5 (32.9)                    | 5.0 (41.0)                    | 2.2 (36.0)                    | −3.7 (25.3)                   | −7.1 (19.2)                   | −16.7 (1.9)                   | −26.3 (−15.3)                 | −26.3 (−15.3)                 |
| Lượng Giáng thủy trung bình mm (inches)     | 39.6 (1.56)                   | 31.1 (1.22)                   | 32.6 (1.28)                   | 31.9 (1.26)                   | 38.1 (1.50)                   | 44.1 (1.74)                   | 12.5 (0.49)                   | 15.7 (0.62)                   | 16.0 (0.63)                   | 35.3 (1.39)                   | 25.0 (0.98)                   | 40.7 (1.60)                   | 362.6 (14.28)                 |
| Số ngày giáng thủy trung bình               | 11.9                          | 10.1                          | 11.8                          | 9.4                           | 11.8                          | 10.2                          | 3.4                           | 3.1                           | 5.4                           | 9.2                           | 7.4                           | 11.1                          | 104.8                         |
| Số giờ nắng trung bình tháng                | 74.4                          | 93.2                          | 142.6                         | 177.0                         | 244.9                         | 288.0                         | 331.7                         | 316.2                         | 246.0                         | 179.8                         | 111.0                         | 68.2                          | 2.273                         |
| Số giờ nắng trung bình ngày                 | 2.4                           | 3.3                           | 4.6                           | 5.9                           | 7.9                           | 9.6                           | 10.7                          | 10.2                          | 8.2                           | 5.8                           | 3.7                           | 2.2                           | 6.2                           |
| Nguồn: Turkish State Meteorological Service |                               |                               |                               |                               |                               |                               |                               |                               |                               |                               |                               |                               |                               |